# Зигмунд IV Йохан фон Велшперг-Примьор
Зигмунд IV Йохан фон Велшперг и Примьор (на немски: Siegmund IV Johann Freiherr von Welsperg und Primör; * 1552; † 1613) е австрийски фрайхер от род Велшперг и Примьор в Тренто.

## Произход
Той е най-големият син на фрайхер Кристоф IV Зигмунд фон Велшперг-Лангенщайн-Примьор (1528 – 1580) и съпругата му фрайин Ева Доротея Луция фон Фирмиан († 1585), дъщеря на фрайхер Йорг фон Фирмиан († 1540) и Катарина фон Турн. Внук е на фрайхер Зигизмунд III фон Велшперг-Примьор († 1552) и графиня и ландграфиня Маргарета фон Лупфен (* 1491). Сестра му Елеонора Филипина фон Велшперг (1573 – 1614) е омъжена на 15 май 1592 г. в Роверето за граф Каспар фон Хоенемс (1573 – 1640), брат на съпругата му Клара фон Хоенемс (1571 – 1604). Другата му сестра Катарина фон Велшперг († сл. 1608) е омъжена на 19 октомври 1577 г. в Зигмаринген за граф Кристоф фон Хоенцолерн-Хайгерлох (1552 – 1592).
През 1593 г. родът фон Велшперг е издигнат на имперски граф.

## Фамилия
Зигмунд IV Йохан фон Велшперг и Примьор се жени 1590 г. за графиня Клара фон Хоенемс (* 10 септември 1571; † 5 декември 1604), сестра на граф Каспар фон Хоенемс (1573 – 1640) и на Маркус Зитикус (1574 – 1619), архиепископ на Залцбург (1612 – 1619), дъщеря на граф Якоб Ханибал I фон Хоенемс (1530 – 1587) и съпругата му първата му братовчедка Ортензия Боромео (1550 – 1578), сестра на кардинал Карло Боромео (1538 – 1584), архиепископ на Милано. Te имат двама сина:
- Якоб Ханибал (+ 1620), фрайхер на Велшперг, женен 1614 г. за графиня Беатриче ди Лодрон, сестра на Парис фон Лодрон (1586 – 1653), княз-архиепископ на Залцбург (1619 – 1653), дъщеря на граф Никола фон Лодрон (1549 – 1621) и леля му Доротея фон Велшперг (1559 – 1615)
- Зигмунд Волфганг Дитрих (* 1597), фрайхер на ВВелшперг-Лангенщайн-Райтенау, женен за фрайин Хелена фон Волкенщайн-Роденег (* 16 декември 1597, Роденег), внучка на фрайхер Кристоф фон Волкенщайн (1530 – 1600), дъщеря на фрайхер Кристоф фон Волкенщайн-Роденег (1560 – 1616)